# Silič
Silič je priimek več znanih Slovencev:
- Ciril Silič (1925—1973), glasbeni pedagog in zborovodja
- Ingrid Silič (*1959), pianistka in pedagoginja
- Ivan Silič (1909—2008), glasbenik, zborovodja, producent, glasbeni kritik
- Katja Porovne Silič (*1973), kitaristka, kitarska pedagoginja, prof. AG
- Nelida Silič Nemec >> Nelida Nemec
- Roman Silič (1883—1975), organist in zborovodja
- Tina Silič, jezikoslovka, klas. filologinja, etrukskologinja?
- Viktor Silič (1912—1978), uglaševalec klavirjev